# Miliaria
Miliaria (senlatinets miliarius, 'som hör till hirs'; på grund av blåsornas hirskornstorlek) eller värmeutslag är ett samlingsnamn för sjukdomar i svettkörtlarna som yttrar sig i hudutslag. De uppkommer typiskt i varmt klimat. Barn är mer benägna att drabbas än vuxna, eftersom deras svettkörtlar ännu inte utvecklats.

## Varianter och symtom
Miliaria kan uppkomma i flera olika varianter, beroende på vilket lager i huden som drabbas. Oavsett variant, beror utslagen på ansamlingar av svett under huden på grund av igenproppade utförsgångar i svettkörtlarna. Fyra varianter noteras nedan:
- Miliaria crystallina – den mildaste formen, med 1–2 mm stora utslag i form av ytliga blåsor och prickar som lätt kan punkteras.[3] Blockeringen av svettkörtlarna sker i det yttersta hudskiktet. Varianten är vanligast hos nyfödda.[3] Ingen klåda eller stickningar känns.
- Miliaria rubra – den vanligaste varianten,[1] med 2–4 mm stora utslag i form av röda knölar eller små knottror[1] som leder till klåda eller stickningar. Blockeringen av svettkörtlarna, som ofta uppstår efter långvarig värmebölja. uppstår längre ner i det yttre hudlagret.
- Miliaria pustulosa – variant av miliaria rubra, med förekomst av små varbölder (pustler).
- Miliaria profunda – mindre vanlig men allvarligare form, vanligast hos vuxna som återkommande haft miliaria rubra. Blockeringen sker djupare ner i huden (i läderhuden) och visar sig som fast och hudfärgade utslag, liknande gåshud. Symtom kan vara yrsel och illamående.

## Förekomst
Miliaria är vanligare hos barn än hos vuxna, och allra vanligast är det hos spädbarn. Värmeutslag uppträder även hos upp till cirka en tredjedel av vuxna som är bosatta i tropiskt klimat. I varmt och fuktigt väder kan värmeutslag drabba alla.
Det är mest förknippat med varmt och fuktigt klimat, och där kan miliaria leda till allvarliga problem genom minskad möjlighet till sänkning av kroppstemperaturen. Problemet kan också uppträda i andra sammanhang, till exempel vid långvarigt sängliggande med feber, fysisk ansträngning eller för att man är alltför varmt och tätt klädd på vintern.
Hos vuxna uppträder miliaria i hudveck och på kroppsdelar utsatta för friktion mot kläder. Hos spädbarn finns dessa utslag mestadels på huvud, hals, axlar, rygg och bröst; de kan dock även ses i armhålor och ljumskar.

## Förlopp
Miliaria bryter ut efter någon dag efter att personen kommit i kontakt med den utlösande faktorn. Om personen sedan svalkar sig eller kyler huden, kvarstår dock ofta utslagen några dagar och kräver inte läkarvård. Problem som kvarstår längre än 3–4 dagar, förvärrade utslag eller tecken på infektion kan dock behöva tillsyn av sjukvårdspersonal. Tecken på infektion kan vara smärta, svullnad, rodnad eller hetta i det påverkade hudområdet, var som utsöndras från utslagen, svullna lymfkörtlar (i armhåla, på hals eller i ljumsken), feber eller frossa.
Hos de flesta drabbade försvinner utslagen av sig själva, men vid svårare varianter kan medicinsk hjälp behövas. Bästa sättet att lindra symtomen vid miliaria är att kyla ner huden och hindra svettning.